# Nannoniscus reticulatus
Nannoniscus reticulatus är en kräftdjursart som beskrevs av Hansen 1916. Nannoniscus reticulatus ingår i släktet Nannoniscus och familjen Nannoniscidae. Inga underarter finns listade i Catalogue of Life.